# Gran Premio di San Marino 1998
Il Gran Premio di San Marino 1998 fu il quarto appuntamento della stagione di Formula 1 1998.
Disputatosi il 26 aprile sull'Autodromo Enzo e Dino Ferrari, ha visto la vittoria di David Coulthard su McLaren, seguito da Michael Schumacher e da Eddie Irvine. Per il pilota scozzese è stata la 4ª vittoria in carriera mentre per la sua scuderia è arrivato il successo numero 110 della sua storia in questa categoria.

## Pre Gara
Mika Häkkinen festeggia la sua centesima gara in carriera.

## Qualifiche
Su un tracciato medio-veloce, l'efficienza e l'aerodinamica Mclaren, combinate alle gomme Bridgestone, fanno la differenza. I piloti del team anglo-tedesco non hanno molti problemi nel conquistare la prima fila, ma questa volta Coulthard è più veloce di Häkkinen e conquista la settima pole position in carriera. Seguono le due Ferrari, con Michael Schumacher e Irvine in seconda fila davanti a Wurz, Villeneuve, Hill e Frentzen.

### Classifica
| Pos | No | Pilota                | Costruttore           | Tempo    | Distacco |
| --- | -- | --------------------- | --------------------- | -------- | -------- |
| 1   | 7  | David Coulthard       | McLaren - Mercedes    | 1:25.973 |          |
| 2   | 8  | Mika Häkkinen         | McLaren - Mercedes    | 1:26.075 | +0.102   |
| 3   | 3  | Michael Schumacher    | Ferrari               | 1:26.437 | +0.464   |
| 4   | 4  | Eddie Irvine          | Ferrari               | 1:27.169 | +1.196   |
| 5   | 6  | Alexander Wurz        | Benetton - Playlife   | 1:27.273 | +1.300   |
| 6   | 1  | Jacques Villeneuve    | Williams - Mecachrome | 1:27.390 | +1.417   |
| 7   | 9  | Damon Hill            | Jordan - Mugen-Honda  | 1:27.592 | +1.619   |
| 8   | 2  | Heinz-Harald Frentzen | Williams - Mecachrome | 1:27.645 | +1.672   |
| 9   | 10 | Ralf Schumacher       | Jordan - Mugen-Honda  | 1:27.866 | +1.893   |
| 10  | 5  | Giancarlo Fisichella  | Benetton - Playlife   | 1:27.937 | +1.964   |
| 11  | 15 | Johnny Herbert        | Sauber - Petronas     | 1:28.111 | +2.138   |
| 12  | 14 | Jean Alesi            | Sauber - Petronas     | 1:28.191 | +2.208   |
| 13  | 11 | Olivier Panis         | Prost - Peugeot       | 1:28.270 | +2.297   |
| 14  | 17 | Mika Salo             | Arrows                | 1:28.798 | +2.825   |
| 15  | 21 | Toranosuke Takagi     | Tyrrell - Ford        | 1:29.073 | +3.100   |
| 16  | 12 | Jarno Trulli          | Prost - Peugeot       | 1:29.584 | +3.511   |
| 17  | 18 | Rubens Barrichello    | Stewart - Ford        | 1:29.641 | +3.568   |
| 18  | 16 | Pedro Diniz           | Arrows                | 1:29.932 | +3.959   |
| 19  | 23 | Esteban Tuero         | Minardi - Ford        | 1:30.649 | +4.676   |
| 20  | 19 | Jan Magnussen         | Stewart - Ford        | 1:31.017 | +5.044   |
| 21  | 22 | Shinji Nakano         | Minardi - Ford        | 1:31.255 | +5.282   |
| 22  | 20 | Ricardo Rosset        | Tyrrell - Ford        | 1:31.482 | +5.509   |

## Gara

Eddie Irvine nel fine settimana di Imola con la sua Ferrari F300 dotata di X-Wing, soluzione introdotta nei mesi precedenti da varie scuderie di secondo piano: l'arrivo di tale escamotage su un top team portò la FIA a dichiararne l'illegalità al termine della prova sammarinese.

Al via scattano bene i piloti della McLaren, con Coulthard che mantiene la testa della corsa davanti ad Häkkinen; Michael Schumacher conserva la sua terza posizione, mentre Irvine viene scavalcato da Villeneuve. Più indietro si scatena il caos: Wurz, rimasto quasi fermo con il cambio bloccato in prima marcia, viene tamponato da Hill, mentre Magnussen tampona violentemente il compagno di squadra Barrichello, che successivamente si insabbia alla Rivazza nel primo giro a causa della rottura dell'ala posteriore; questo dopo che, poco prima della gara, il patron della scuderia Jackie Stewart aveva dichiarato che l'essenziale per raggiungere una competitività maggiore sarebbe stato che le vetture riuscissero a completare il maggior numero di giri possibile. Wurz e Hill raggiungono i box; l'ex campione del mondo darà vita ad un'ottima rimonta, mentre Wurz perde un giro completo.
Coulthard e Häkkinen aumentano il proprio vantaggio su Michael Schumacher; Villeneuve fa da tappo ad Irvine, mentre Frentzen è incalzato da Fisichella; seguono Alesi, Ralf Schumacher e Trulli, risalito dal sedicesimo posto in griglia. Mentre Hill comincia la sua rimonta dal fondo sopravanzando Nakano e Rosset, si ritira al 12º giro Herbert. Al 17º giro Häkkinen improvvisamente rallenta e si ferma ai box con il cambio bloccato: per il finlandese è il ritiro, il primo stagionale. Nel frattempo, Fisichella tenta un attacco azzardato a Frenzten ed esce di strada alla curva Villeneuve, proprio mentre il suo compagno di squadra Wurz abbandona con il motore rotto.

Da sinistra: il secondo classificato Michael Schumacher, il poleman e vincitore David Coulthard, e il terzo classificato Irvine sul podio.

Cominciano i rifornimenti; questa volta tutti i team hanno optato per le due soste. Irvine, grazie ad un pit stop rapido, sopravanza Villeneuve; il canadese riparte dai box con lo sportellino del carburante aperto, dettaglio che gli farà perdere tempo in seguito. Dopo la prima serie di rifornimenti, Coulthard conduce davanti a Schumacher, Irvine, Villeneuve, Frentzen, Alesi, Panis, Hill e Ralf Schumacher; si sono infatti ritirati anche Trulli, Takagi e Rosset.
Anche dopo la seconda sosta la situazione non cambia, ma nel finale Coulthard accusa dei problemi al cambio e deve rallentare; Schumacher si avvicina ma non riesce mai ad impensierirlo veramente. Come a Buenos Aires l'esplosione del motore Peugeot di Panis chiude la gara. Coulthard ottiene la sua quarta vittoria in carriera, precedendo sul traguardo le due Ferrari di Schumacher e Irvine e le due Williams di Villeneuve e Frenzten, mentre Alesi è l'ultimo dei piloti a punti. Ottima l'ottava posizione finale dell'argentino Tuero, che dà una piccola soddisfazione alla Minardi. Grazie al ritiro di Häkkinen, i primi tre piloti in testa al campionato si compattano in soli sei punti: il pilota finlandese conduce con 26 punti, davanti a Coulthard, con 23 e a Schumacher, a quota 20.
Invariata la situazione nella classifica costruttori con la McLaren a più 18 sulla Ferrari.

### Classifica
| Pos      | N  | Pilota                | Costruttore/Motore    | Giri | Tempo/Ritiro                          | Griglia | Punti |
| -------- | -- | --------------------- | --------------------- | ---- | ------------------------------------- | ------- | ----- |
| 1        | 7  | David Coulthard       | McLaren - Mercedes    | 62   | 1:34:25.4                             | 1       | 10    |
| 2        | 3  | Michael Schumacher    | Ferrari               | 62   | +4.554                                | 3       | 6     |
| 3        | 4  | Eddie Irvine          | Ferrari               | 62   | +51.775                               | 4       | 4     |
| 4        | 1  | Jacques Villeneuve    | Williams - Mecachrome | 62   | +54.59                                | 6       | 3     |
| 5        | 2  | Heinz-Harald Frentzen | Williams - Mecachrome | 62   | +1:17.476                             | 8       | 2     |
| 6        | 14 | Jean Alesi            | Sauber - Petronas     | 61   | +1 giro                               | 12      | 1     |
| 7        | 10 | Ralf Schumacher       | Jordan - Mugen-Honda  | 60   | +2 giri                               | 9       |       |
| 8        | 23 | Esteban Tuero         | Minardi - Ford        | 60   | +2 giri                               | 19      |       |
| 9        | 17 | Mika Salo             | Arrows                | 60   | +2 giri                               | 14      |       |
| 10       | 9  | Damon Hill            | Jordan - Mugen-Honda  | 57   | Idraulica                             | 7       |       |
| 11       | 11 | Olivier Panis         | Prost - Peugeot       | 56   | Motore                                | 13      |       |
| Ritirato | 20 | Ricardo Rosset        | Tyrrell - Ford        | 48   | Motore                                | 22      |       |
| Ritirato | 21 | Toranosuke Takagi     | Tyrrell - Ford        | 40   | Motore                                | 15      |       |
| Ritirato | 12 | Jarno Trulli          | Prost - Peugeot       | 34   | Acceleratore                          | 16      |       |
| Ritirato | 22 | Shinji Nakano         | Minardi - Ford        | 27   | Motore                                | 21      |       |
| Ritirato | 16 | Pedro Diniz           | Arrows                | 18   | Motore                                | 18      |       |
| Ritirato | 8  | Mika Häkkinen         | McLaren - Mercedes    | 17   | Cambio                                | 2       |       |
| Ritirato | 5  | Giancarlo Fisichella  | Benetton - Playlife   | 17   | Incidente                             | 10      |       |
| Ritirato | 6  | Alexander Wurz        | Benetton - Playlife   | 17   | Motore                                | 5       |       |
| Ritirato | 15 | Johnny Herbert        | Sauber - Petronas     | 12   | Foratura                              | 11      |       |
| Ritirato | 19 | Jan Magnussen         | Stewart - Ford        | 8    | Trasmissione                          | 20      |       |
| Ritirato | 18 | Rubens Barrichello    | Stewart - Ford        | 0    | Testacoda/rottura alettone posteriore | 17      |       |

## Classifiche

### Piloti
| Pos. | Pilota                | Punti |
| ---- | --------------------- | ----- |
| 1    | Mika Häkkinen         | 26    |
| 2    | David Coulthard       | 23    |
| 3    | Michael Schumacher    | 20    |
| 4    | Eddie Irvine          | 11    |
| 5    | Heinz-Harald Frentzen | 8     |
| 6    | Alexander Wurz        | 6     |
| 7    | Jacques Villeneuve    | 5     |
| 8    | Jean Alesi            | 3     |
| 9    | Johnny Herbert        | 1     |
| 9    | Giancarlo Fisichella  | 1     |

### Costruttori
| Pos. | Team                  | Punti |
| ---- | --------------------- | ----- |
| 1    | McLaren - Mercedes    | 49    |
| 2    | Ferrari               | 31    |
| 3    | Williams - Mecachrome | 13    |
| 4    | Benetton - Playlife   | 7     |
| 5    | Sauber - Petronas     | 4     |